# 霍貝格峰
46°06′45.7″N 7°51′13.9″E / 46.112694°N 7.853861°E

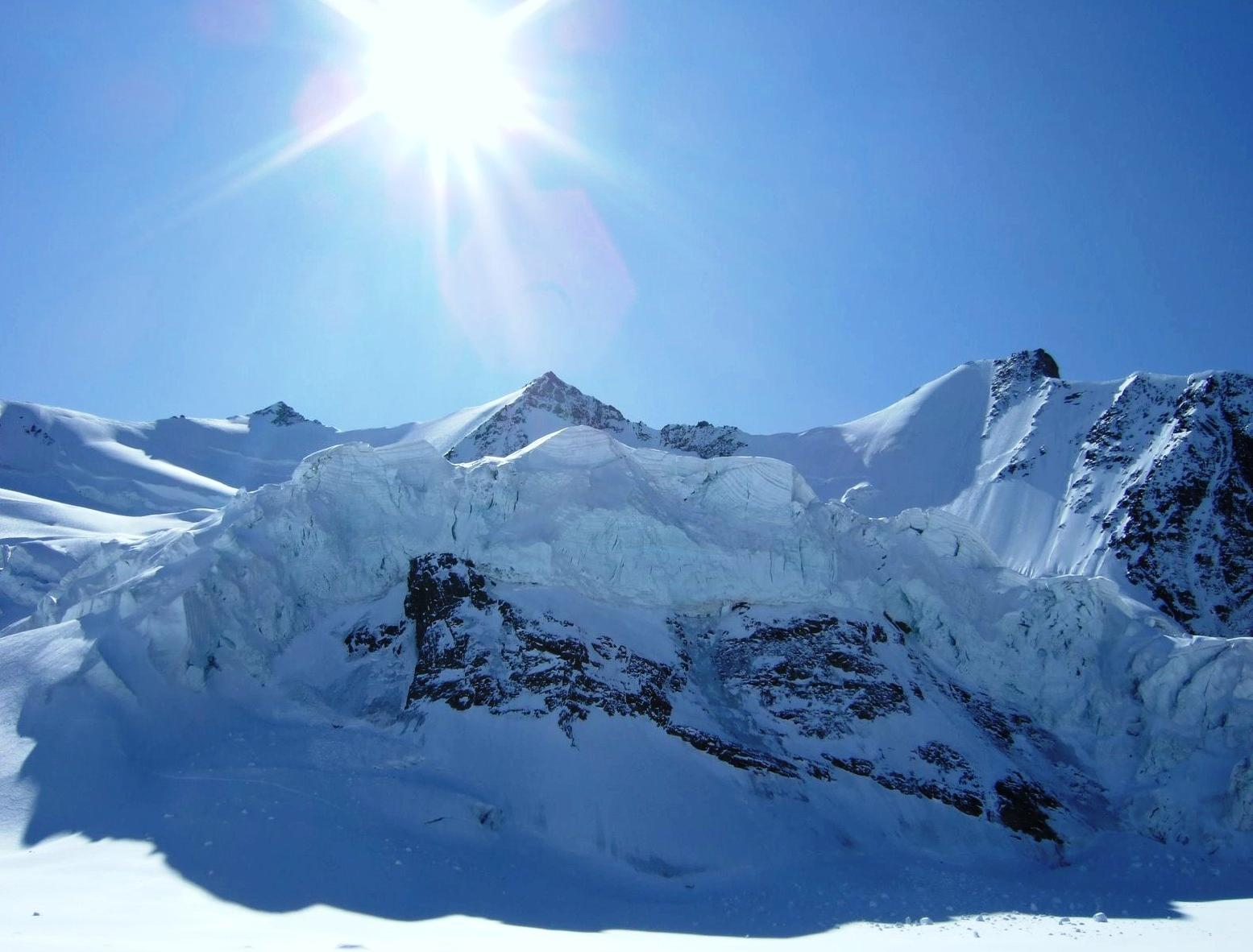

霍貝格峰（Hohberghorn），是瑞士的山峰，位於該國南部，由瓦萊州負責管轄，屬於本寧阿爾卑斯山脈的一部分，海拔高度4,219米，人類在1869年8月首次登上該山峰。